# Olympus Paterae
L'Olympus Patera è una struttura geologica della superficie di Marte. Ha un diametro di 85 chilometri.